# Paraořechový olej
Paraořechový olej je rostlinný olej získávaný ze semen juvie ztepilé. V Amazonii je po celé generace důležitým zdrojem tuků ve výživě milionů lidí a má různé uplatnění v přípravě pokrmů a medicíně. Olej z para ořechů obahuje 75 % nenasycených mastných kyselin složených především z kyseliny olejové a linolové. Následující tabulka ukazuje složení jednotlivých mastných kyselin v paraořechovém oleji: 

| Kyselina palmitová      | 16–20 %   |
| Kyselina palmitoolejová | 0,5–1,2 % |
| Kyselina stearová       | 9–13 %    |
| Kyselina olejová        | 36–45 %   |
| Kyselina linolová       | 33–38 %   |
| Nasycené tuky           | 25 %      |
| Nenasycené tuky         | 75 %      |